# Noi due (Nayt)
Noi due è un singolo del rapper italiano Nayt, pubblicato il 1 giugno 2015 come primo estratto dal secondo mixtape Raptus da VNT1 Records.

## Tracce
1. Noi due (Prod. by Skioffi) – 1:38